# فریتس شور
فریتس شور (به دانمارکی: Fritz Schur) (زاده ۲۷ نوامبر ۱۹۵۱) کارآفرین، بازرگان، سیاست‌مدار و مدیر اجرایی دانمارکی است، که در حال حاضر به‌طور هم‌زمان به‌عنوان رییس هیئت مدیره شرکت‌های دونگ انرژی، ساس گروپ، ریلیشن-لب و پست‌نورد فعالیت می‌نماید.
شرکت نفت و گاز دونگ انرژی هم‌اکنون بزرگترین شرکت در حوزه انرژی کشور دانمارک می‌باشد و ساس گروپ نیز بزرگترین شرکت هلدینگ هوانوردی در کشورهای حوزه نوردیک به‌شمار می‌آید، که مالک شرکت‌های هواپیمایی اسکاندیناوی، بلو۱، ویدیرئه، ایر گرین‌لند، استونین ایر و اسپن ایر می‌باشد.